# Gemeiner Mann

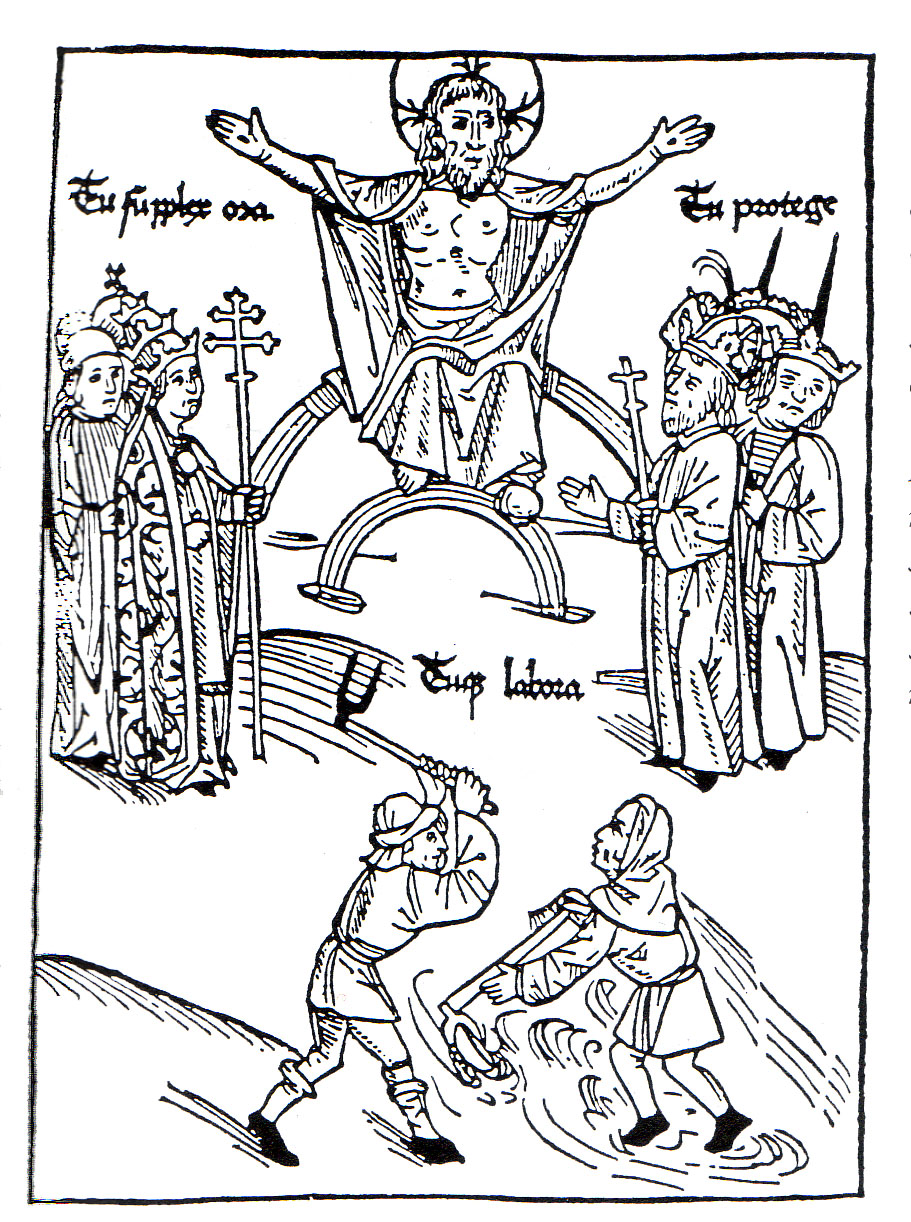
Christus auf dem Regenbogen segnet die drei Stände Klerus (links), Adel (rechts) und Bauern (unten). Aufschrift: Tu supplex ora, tu protege, tuque labora: Du bete demütig, du schütze, und du arbeite. (Holzschnitt von Jacob Meydenbach aus der Prognosticatio des Johannes Lichtenberger, 1488)

Gemeiner Mann ist eine Bezeichnung für die einfache Bevölkerung in der Frühen Neuzeit.
Gemein ist dabei im Sinne von gemeinsam zu verstehen; der gemeine Mann war jemand, der mit anderen seinesgleichen (= der Gemeinde) seine Rechte wahrnehmen konnte, während er als Einzelperson rechtlos war. Die (Dorf- und Kirchen-)Gemeinde war sein Lebensrahmen, unterstützte ihn durch genossenschaftliche Elemente und stabilisierte seine sozialen Beziehungen. Für Bayern gibt der Chronist Johannes Aventinus folgende Charakterisierung:

„Der gemain man … gibt sich auf den ackerpau und das viech ligt demselbigen allain ob, darf sich nichts on geschaft der öbrikait understen, wird auch in kainen rat genomen oder landschaft ervodert; doch ist er sunst frei, mag auch frei ledig aigen guet haben, dient seinem herren, der sunst kain gewalt über in hat, jerliche güld zins und scharwerk tuet sunst was er will, sitzt tag und nacht bei dem wein, schreit singt tanz kart spilt; mag wer tragen, schweinspieß und lange messer. Grosse und überflüssige hochzeit, totenmal und kirchtag haben ist erlich und unsträflich, raicht kainem zu nachtail, kumpt kainem zu übel.“

Über dem gemeinen Mann standen Adel und Klerus, unter ihm das Gesinde, die Landsknechte und Söldner und die Fahrenden. Im Verlauf des 15. Jahrhunderts wurde der Bauer immer stärker mit Landarbeit konnotiert, der Bürger mit Handarbeit in den Städten; gemeiner Mann wurde dadurch zum Oberbegriff, der die einfache Bevölkerung auf dem Lande und in der Stadt umfasste, nämlich die ländliche Bevölkerungsmehrheit der Bauern und die nicht ratsfähige Stadtbevölkerung. Der gemeine Mann entspricht dem Dritten Stand der mittelalterlichen Ständeordnung. So gebrauchte Martin Luther diesen Begriff 1520 in einer Reformschrift des Jahres 1520:

„Daher kommt es, dass man zum Papst und den Seinen sagt: Du sollst beten. Zum Kaiser und den Seinen: Du sollst schützen. Zum gemeinen Mann: Du sollst arbeiten.“

In den zeitgenössischen publizistischen Debatten im Kontext von Reformation und Bauernkrieg wurde der gemeine Mann häufig als „Spielfigur für die Durchsetzung eigener Interessen“ der Verfasser genutzt; man bezog sich damit auf die sozialen Bewegungen des Spätmittelalters, in denen sich Bauern und Bürger gegen Verschlechterungen ihrer Situation zur Wehr gesetzt hatten.
Im 16. Jahrhundert verengte sich das Bedeutungsspektrum des Begriffs gemeiner Mann. Josua Maalers Teütsch Spraach (1561) definierte den gemeinen Mann als Mitglied der Volksmenge (vulgus, Pöbel) und als Bürger, z. B. der Stadt Rom. Auff deß Gemeine mans seyten sein heißt bei Maaler Sich deß volcks halten. Der gemeine Mann war laut Maaler untertänig, dienstbar, bescheiden. Er war aber auch der Schiedsrichter, der bei Stimmengleichheit zwischen streitenden Parteien entschied. Diese Bedeutung „Schiedsrichter“ wurde im 16. Jahrhundert ungebräuchlich und ist in späteren Wörterbüchern nicht mehr verzeichnet. Im 17. und 18. Jahrhundert ersetzte der Begriff Bürger weitgehend den des gemeinen Mannes; die Französische Revolution (citoyen) verstärkte diese Entwicklung. Grimms Wörterbuch kennt den gemeinen Mann nur mehr als Synonym für den Gemeinen, d. h. den dienstgradlosen einfachen Soldaten.
Der Historiker Peter Blickle bezeichnet den Bauernkrieg als „Revolution des gemeinen Mannes“, betont aber, dass mit dem gemeinen Mann nicht ein Ersatz für den belasteten Begriff Volk gefunden werden solle: Der gemeine Mann ist Oberbegriff für Städter und Dörfler, nach oben (Adel und Klerus) und nach unten (Gesinde, Landsknechte, Fahrende) abgegrenzt und deshalb „eben gerade nicht das Volk.“ Heinz Schilling wendet gegen Blickle ein, dass die Rede vom „Aufruhr des gemeinen Mannes“ den Quellen entnommen sei, dort aber propagandistisch gebraucht werde und deshalb nicht ohne weiteres auf realhistorische Abläufe bezogen werden könne.